# تحويل ملكية

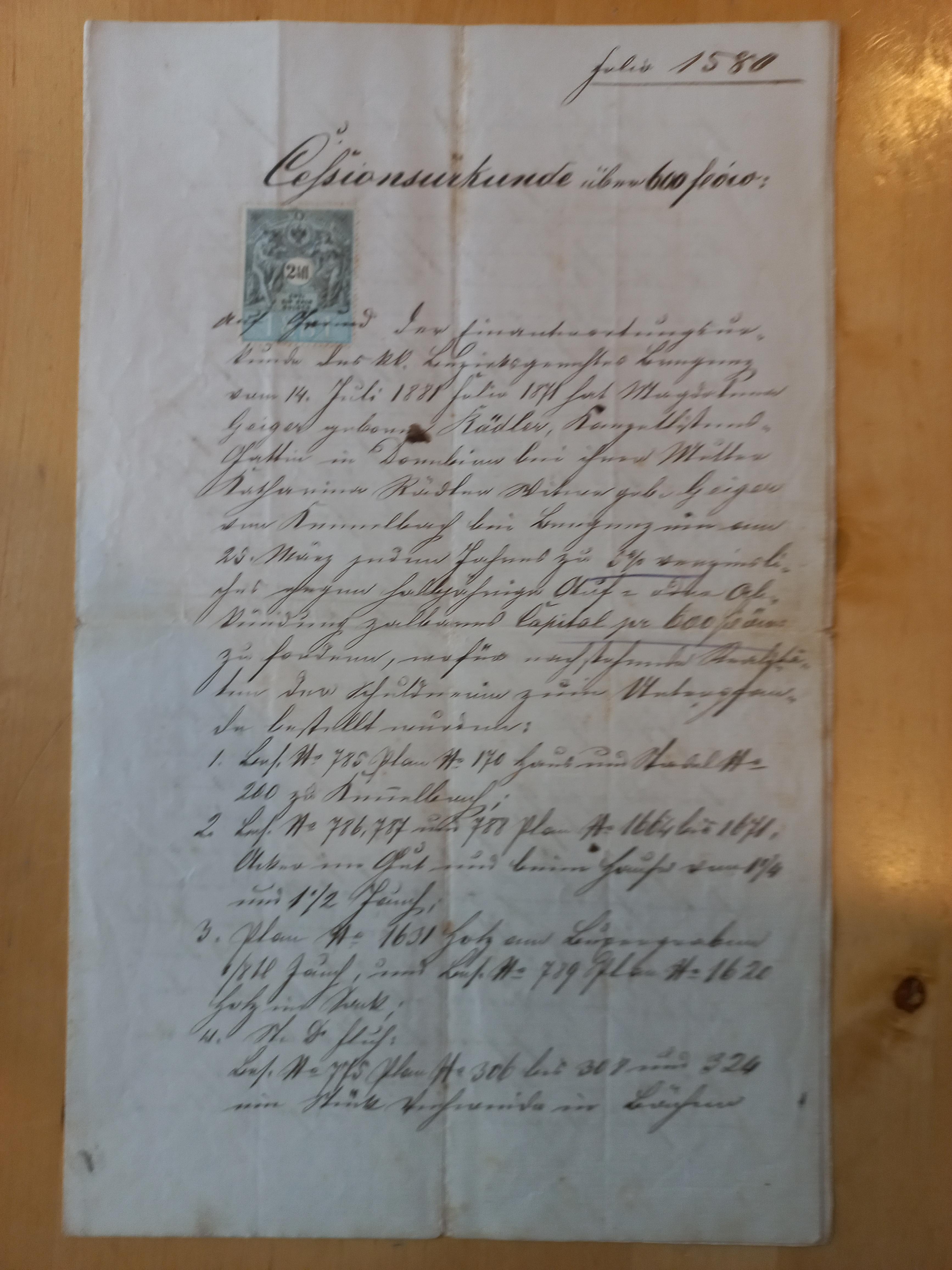
التنازل عن دين بطوابع الإيرادات النمساوية، مكتوب بخط اليد بالخط الفركتوري من عام 1864 (النمسا والمجر)

تحويل ملكية  أو تحويل (بالإنجليزية:assignment ) هو تعبير يستخدم في العقود وفي قانون العقارات . وهو يعني انتقال حق لأحد الطرفين وهو الشخص المحول assignor إلى شخص ثان يسمى الشخص المحول إليه assignee . ويرتبط التحويل قانونا بشروط والتزامات تقع على الشخص المحول إليه .
وقد تكون الممتلكات المحولة منقولة أو غير منقولة ، أو حق استخدام أو الحق في منفعة . وقد يكون إجباريا كما في حالة تحويل أملاك مدين لتعويض دائنيه .
- ويتم التحويل بعدإبرام عقد بين الطرفين ، بين الطرف المحول و الطرف المحول إليه .
- ويستخدم التحويل أيضا في القانون الدولي بين الدول .

## اقرأ أيضا
- تخصيص الأموال
- حجم الأعمال (اقتصاد)